# Pijin
Pijin (Neu-Salomonisch, Salomonen-Pidgin) ist eine auf dem Englischen basierende Kreolsprache, die auf den Salomonen als Verkehrssprache große Bedeutung hat.
Sie hat etwa 15.000 Muttersprachler und 300.000 sonstige Sprecher.
Das Vokabular orientiert sich mehr an der englischen Sprache als das des Tok Pisin auf Papua-Neuguinea. Die Grammatik zeigt melanesische Eigenheiten. Eine historisch bedingte Verwandtschaft besteht auch zum Bislama auf Vanuatu.
Es bestehen Bestrebungen zur Standardisierung der Rechtschreibung.

## Beispiele
| Pijin                                          | Englisch                               | Deutsch                                       |
| ---------------------------------------------- | -------------------------------------- | --------------------------------------------- |
| Tanggio tumas fo helpem mi.                    | Thank you very much for helping me     | Danke für die Hilfe.                          |
| No wariwari. Hem oraet nomoa.                  | No worries. It is all right (no more). | Keine Sorge. Es ist alles in Ordnung.         |
| Mi or Me no save.                              | I don’t know. oder I can’t.            | Ich weiß es nicht. oder: Ich kann (es) nicht. |
| Hemi daefinis.                                 | He is dead. (dead finished)            | Er ist tot.                                   |
| diswan hemi bullshit/bulsitblo' waitman nomoa. | This is simply white-man nonsense.     | Das ist einfach Blödsinn des weißen Mannes.   |
| Diswan hem bagarap.                            | This (thing) is broken.                | Das ist kaputt.                               |